# Корінтіанс
Спортивний клуб «Корінтіанс-Пауліста» (порт. Sport Club Corinthians Paulista) — бразильський спортивний клуб з міста і штату Сан-Паулу. Найбільш відомий своєю футбольною командою; цей вид спорту в клубі є пріоритетним. Від 24 до 33 млн чоловік називають себе фанами цього клубу (на 2004 рік), що робить цей клуб другим за популярністю в Бразилії, після «Фламенго». Крім футболу, в клубі також існують команди з волейболу, гандболу, таеквондо, дзюдо, плавання, тенісу і футзалу.
Клуб був заснований 1 вересня 1910 року групою робітників промислових підприємств, переважно португальського, італійського та іспанського походження, у надії створити народний клуб у місті Сан-Паулу, що зможе конкурувати з елітними клубами. Назва походить від назви любительського англійського клубу, «Корінтіан», що проводив на початку XX століття безліч турне з метою популяризації футболу. Незабаром «Корінтіанс» став одним з чотирьох найпопулярніших і найтитулованіших клубів штату Сан-Паулу, поряд з «Палмейрасом», «Сан-Паулу» і «Сантосом».
З моменту свого заснування «Корінтіанс» зарекомендував себе як демократичний клуб. Уперше в Бразилії до команди стали залучати представників бідних верств населення. Також «Корінтіанс» став третім клубом (першим у своєму штаті і другим — серед традиційних грандів бразильського футболу після «Васко да Гами»), який задіяв футболістів негритянського походження. Значною мірою завдяки цим факторам «Корінтіанс» багато років займає друге місце за кількістю уболівальників серед усіх бразильських клубів, поступаючись в популярності лише «Фламенго».
Це одна з найуспішніших команд Бразилії, що виграла перший Клубний чемпіонат світу, 7 разів ставала чемпіоном Бразилії, тричі здобувала кубок Бразилії, 30 разів перемагала на чемпіонаті штату Сан-Паулу. В інших видах спорту команди «Корінтіанса» також домоглися значних досягнень. Так, баскетболісти клубу ставали чемпіонами Бразилії і переможцями клубного чемпіонату континенту, команда з міні-футболу 2016 року стала чемпіоном країни і двічі завойовувала Кубок Бразилії, а їх пляжні колеги вигравали чемпіонат Бразилії і клубний Мундіаліто.

## Назва

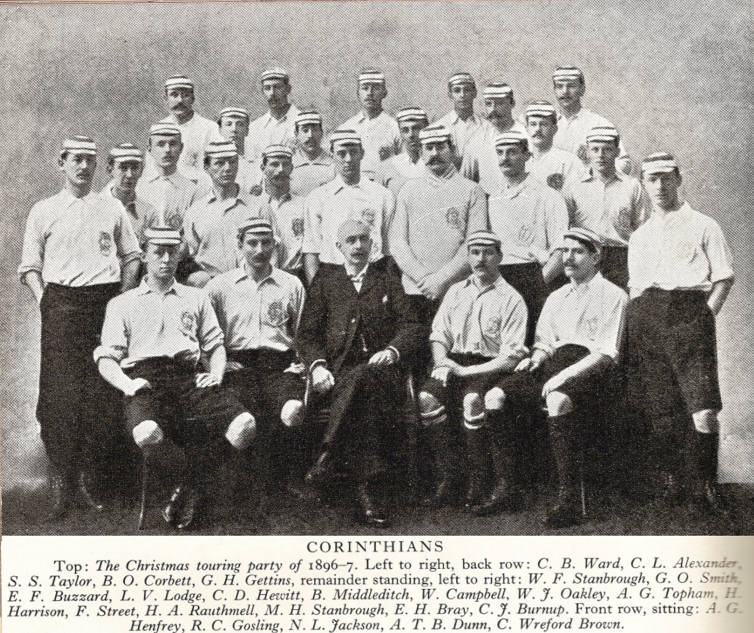
Англійський клуб «Корінтіан» в сезоні 1896/97

Назву «Корінтіанс» отримав на честь лондонського клубу «Корінтіан» (нині — «Корінтіан-Кежуал»), який викликав фурор під час свого турне Бразилією 1910 року. Ця команда з моменту свого заснування 1882 року брала участь виключно в товариських матчах, за неї грають любителі, проте багато футболістів на стику XIX і XX століть викликалися до збірної Англії. «Корінтіан» здійснив безліч турів по всьому світові з метою популяризації футболу. Футболки «Корінтіана» в момент заснування став використовувати мадридський «Реал», а в Бразилії же був заснований «Корінтіанс». Саме слово «Корінтіан» етимологічно походить від назви давньогрецького міста Коринфа, жителі якого були відомі своєю схильністю до розкоші і розбещеності. З цим пов'язано англійське розмовне і сленгове слово Corinthian, популярне в XIX столітті, воно означало молодого чоловіка, що добре орієнтується в місті та якому відомі «потрібні місця».

## Керівництво
| Посада                            | Ім'я                           |
| --------------------------------- | ------------------------------ |
| Президент                         | Роберто де Андраде             |
| 1-й віце-президент                | Андре Луїс Олівейра            |
| 2-й віце-президент                | Жорже Каліл                    |
| Директор футбольного департаменту | Флавіо Адауто Іоріо Лопес      |
| Менеджер футбольного департаменту | Алессандро Нунес               |
| Головний тренер                   | Фабіо Каріле                   |
| Асистент головного тренера        | Леандро да Сілва               |
| Асистент головного тренера        | Фернандо Лазаро Родріґес Алвес |
| Тренер з фізпідготування          | Валмір Крус                    |

## Досягнення
- Чемпіон Бразилії (7): 1990, 1998, 1999, 2005, 2011, 2015, 2017
- Переможець Кубка Бразилії (3): 1995, 2002, 2009
- Переможець Суперкубка Бразилії (1): 1991
- Чемпіон Бразилії в Серії B (1): 2008
- Чемпіон штату Сан-Паулу (30): 1914 (ЛПФ), 1916 (ЛПФ), 1922, 1923, 1924, 1928 (АПЕА), 1929 (АПЕА), 1930, 1937, 1938, 1939, 1941, 1951, 1952, 1954, 1977, 1979, 1982, 1983, 1988, 1995, 1997, 1999, 2001, 2003, 2009, 2013, 2017, 2018, 2019
- Переможець Турніру Ріо-Сан-Паулу (5): 1950, 1953, 1954, 1966, 2002
- Переможець Кубка Лібертадорес (1): 2012
- Переможець Рекопи Південної Америки (1): 2013
- Клубний чемпіон світу (2): 2000, 2012[6][7]

### Рекорди
- Найбільша перемога: «Сантос» — «Корінтіанс» — 0:11 (Ліга Пауліста, 11.07.1920)
- Найбільша поразка: «Палестра Італія» — «Корінтіанс» — 8:0 (Ліга Пауліста і Турнір Ріо-Сан- Паулу, 05.11.1933)
- Найбільша перемога в чемпіонаті Бразилії: «Корінтіанс» — «Тірадентес» — 10:1 (09.02.1983)
- Найбільша поразка в чемпіонаті Бразилії: «Жувентуде» — «Корінтіанс» — 6:1 (28.09.2003)[8]

## Відомі гравці
- Жільмар (1951—1961)
- Роберто Рівеліно (1951—1961)
- Сократес (1978—1984)